# Джозефін Галл
Джозефін Шервуд (англ. Josephine Sherwood), у шлюбі Галл (англ. Josephine Hull, *3 січня 1877, Ньютонвілл, штат Массачусетс — †12 березня 1957, Бронкс, Нью-Йорк) — американська акторка театру, кіно та телебачення, режисерка. Володарка премій «Оскар» та «Золотий глобус».

## Життєпис
Народилася 3 січня 1877 в Ньютонвілл, штат Массачусетс. Навчалася в коледжі Редкліфф в Кембриджі, Массачусетс, а також відвідувала Музичну консерваторію в Бостоні. У 1905 стала солісткою музичного хору. У 1910 одружилася з актором Шеллі Галлом. Після смерті чоловіка в 1919 припинила свою кар'єру і не виступала до 1923, коли повернулася під ім'ям Джозефін Галл.
У 1920-х Галл активно займалася своєю кар'єрою в нью-йоркських театрах, домігшись значного успіху в постановках «Дружина Крейга» (1926) і «Дейзі Меймі» (1926), роль в якій була спеціально написана для неї. У 1930-ті грала на Бродвеї в хітах «Миш'як і старі мережива» (1941) і «Харві» (1944). Її останньою бродвейською роллю стала Лаура Петрідж в постановці «Кадилак з чистого золота» в 1954-1955.
На великому екрані Джозефін Галл з'явилася всього в 5 фільмах з 1929 по 1951. Найбільш знаменитими фільмами з її участю стали «Миш'як і старі мережива» (1944) і «Харві» (1950), робота в якому принесла їй премії «Оскар» і «Золотий глобус» у номінації «найкраща акторка другого плану».
Залишивши у середині 1950-х акторську кар'єру, переїхала в Бронкс, Нью-Йорк, де і померла 12 березня 1957 від інсульту у віці 80 років.

## Фільмографія
- Леді з Техасу (1951) — Міс Бирди Вілер
- Гарві (1950) — Вета Луїз Сіммонс
- Миш'як і старі мережива (1944) — Тітка Еббі Брюстер
- Недбала леді (1932) — Тітка Кора
- Післязавтра (1932) — Місіс Пайпер

## Нагороди
- Премія «Оскар» — за найкращу жіночу роль другого плану, за фільм «Гарві» (1951)
- Премія «Золотий глобус» — за найкращу жіночу роль другого плану, за фільм «Гарві» (1951)